# Andrena arabis
Andrena arabis är en biart som beskrevs av Robertson 1897. Den ingår i släktet sandbin och familjen grävbin. Inga underarter finns listade i Catalogue of Life.

## Beskrivning
Ett bi med svart grundfärg och smal midja. Munskölden (clypeus) hos hanen är dock blekgul. Arten har ljust brungul behåring på huvud, mellankropp och ben. Honan har dessutom en pollenkorg på baklåren, en samling korta män täta, brungula hår som hon använder för att samla pollen. På tergiterna (bakkroppssegmenten på ovansidan) har arten mycket kort, blek behåring, på tergit 2 till 4 dessutom tämligen täta hårband längs framkanterna; honan har det även på tergit 5, och där tätare än på övriga tergiter. Honan blir omkring 9 mm lång, hanen omkring 8 mm.

## Ekologi
Släktets medlemmar är solitära bin som bygger underjordiska larvbon. Även om de inte är samhällsbyggande, kan flera honor placera sina bon i närheten av varandra. Denna art är polylektisk, den hämtar nektar och pollen från växter ur många olika familjer, som korsblommiga växter, flockblommiga växter, korgblommiga växter, buxbomsväxter, liljeväxter, nysrotsväxter, källörtsväxter, ranunkelväxter, rosväxter, videväxter och kinesträdsväxter. Den förefaller dock att föredra korsblommiga växter. Aktivitetsperioden varar från mars till maj.

## Utbredning
Utbredningsområdet omfattar östra USA från Illinois och Michigan i väster till Connecticut i öster, och söderöver till Virginia och North Carolina.